# Lamborghini Murciélago

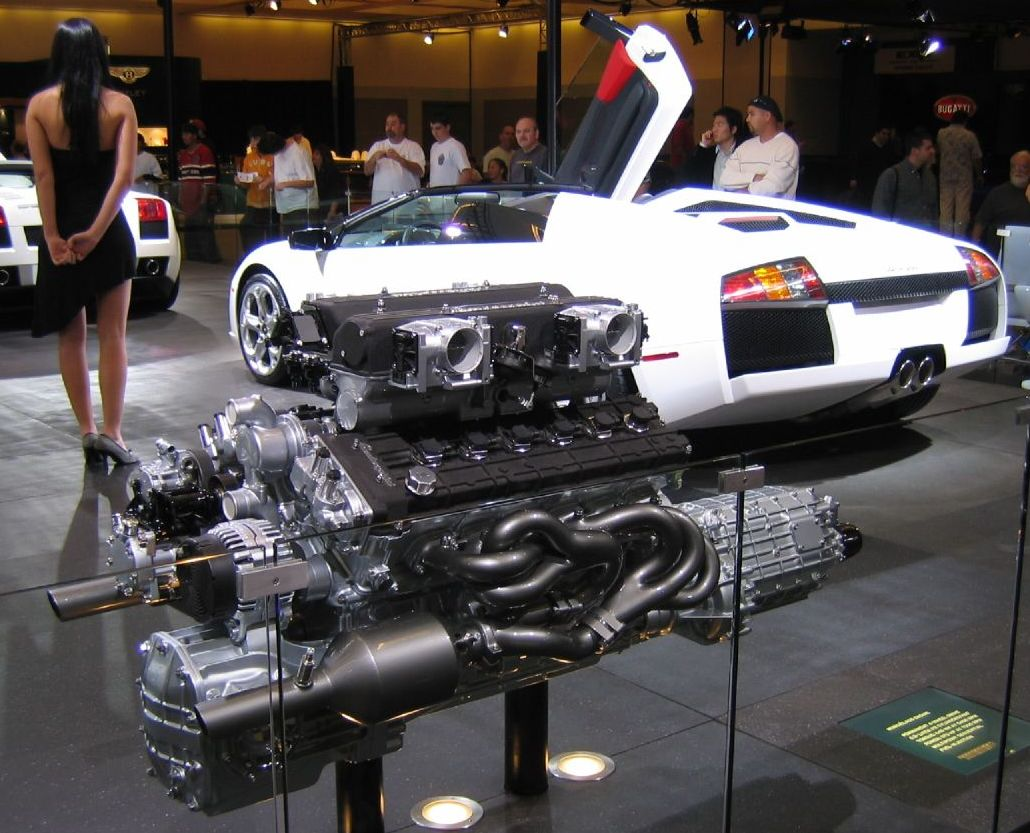
Lamborghini Murciélago V12.

Lamborghini Murciélago ("Fladdermus") är en supersportbil från den italienska biltillverkaren Lamborghini. Murciélago efterträdde 2002 Lamborghini Diablo. Karossen är huvudsakligen gjord i kolfiber utom dörrar och tak som är gjorda i stålplåt. Murciélagon är den första Lamborghinimodellen som byggts efter att Volkswagen AG köpte märket.
Bilen är en tvåsitsig coupé med horisontalupphängda dörrar. Växellådan är en 6-stegs manuell växellåda, alternativt elektronisk växling med paddlar på ratten; Lamborghini kallar dessa E-gear. Acceleration från 0 till 100 km/h går på 3,8 sekunder och 0–200 km/h på 11,4 sekunder, med en toppfart på 330 km/h. År 2005 kom modellen i roadsterutförande.

## Varianter
Lamborghini Murciélago LP640 började tillverkas 2006. Den har en effekt på 640 Hk och accelererar 0–100 på 3,4 sek. LP640 är utrustad med läderklädsel, GPS, navigator, ljudsystem och backkamera.
Murciélago LP 670-4 Superveloce har en högre effekt, 670 Hk, och diverse andra ändringar. Den accelererar från 0–100 km/h på 3,2 sekunder och bilens toppfart är 342 km/h.
Murciélago LP670-4 SV China Limited Edition riktas till den kinesiska marknaden. Den säljs med grå lack och en orange linje som sträcker sig över bilen från nosen till slutet av taket. Texten SV som står på sidan av bilen är samma orangea färg som linjen och detta ska vara en symbol för kraften hos ett vulkanutbrott. Varje bil är numrerad.
Murciélagos efterföljare är modellen Lamborghini Aventador.